# Забіне Ян
Забіне Ян (нім. Sabine Jahn, 27 червня 1953) — східнонімецька академічна веслувальниця.
Срібна призерка Олімпійських Ігор 1976 року в складі парної двійки.
Чемпіонка світу 1977 року в складі парної четвірки зі стерновою, срібна призерка 1975 року в складі парної двійки.
Чемпіонка Європи 1973 року в складі парної четвірки зі стерновою.